# Umut Koçin
Umut Koçin, né le 2 juin 1988 à Hambourg (Allemagne), est un footballeur turc.
Il évolue habituellement comme milieu de terrain.

## Carrière
Umut Koçin joue successivement dans les équipes suivantes : DSC Arminia Bielefeld, Kayserispor, Kapfenberger SV, RB Leipzig, Karşıyaka SK, Nazilli Belediyespor (en), Pazarspor (en) et Hambourg SV II.